# 京荣高速动车组列车
京荣高速动车组列车是中国铁路运行于首都北京市北京南站至山东省威海市下属荣成市荣成站间的高速动车组列车，于2014年12月10日起开行，由济南局集团担当客运乘务，列车全程运行1063公里，途经北京市、河北省、天津市、山东省二市二省。现每日开行1.5对列车，其中，北京南站至荣成站使用车次为G1091次，荣成站至北京南站方向使用车次为G1088次、G1090次。

## 历史
2014年12月10日，配合青荣城际铁路开通，新增北京南~荣成G475/476次列车。
2018年7月1日，新增荣成—北京南G478次列车，无返向。
2021年6月25日，配合京沪高铁运行图重排，本对调图上述1.5对列车车次分别调整为G1091/1088次、G1090次。

## 使用列车
1.5对列车均使用配属济南局集团青岛北动车运用所的CRH380BL。